# عمل جراحی کاتاراکت
عمل جراحی کاتاراکت (به انگلیسی: cataract surgery)):
به کدر شدن عدسی چشم کاتاراکت گفته می‌شود. جراحی کاتاراکت در حال حاضر یکی از شایع‌ترین و موفقیت آمیزترین عمل‌های جراحی است که در حیطه پزشکی به انجام می‌رسد. در جراحی کاتاراکت عدسی طبیعی چشم بیمار که کدر شده‌است با یک عدسی مصنوعی شفاف تعویض می‌گردد. تکنیکی که امروزه به‌طور معمول برای جراحی کاتاراکت مورد استفاده قرار می‌گیرد تکنیک «فیکو امولسیفیکاسیون» است. در این تکنیک از امواج اولتراسوند برای خرد کردن عدسی استفاده می‌شود. وسیله‌ای که برای خرد کردن عدسی در این روش مورد استفاده قرار می‌گیرد ضخامت کمی دارد و از طریق یک برش حدوداً ۳ میلی‌متر وارد چشم می‌شود. از آنجا که این برش بسیار کوچک می‌باشد معمولاً نیازی به بخیه ندارد و خود به خود ترمیم می‌شود. پس از خارج کردن عدسی کدر شده، یک عدسی مصنوعی شفاف، تا شده، از طریق همان برش کوچک وارد چشم می‌شود. در داخل چشم تای عدسی باز می‌شود و عدسی در محل مناسب در داخل چشم ثابت می‌شود. این عمل به‌طور معمول حدود ۱۰ تا ۱۵ دقیقه طول می‌کشد و نیازی به بیهوشی عمومی ندارد و با بی‌حسی موضعی قابل انجام است.
در مواردی که کاتاراکت بیش از حد رسیده باشد ممکن است نتوان عدسی سفت شده را با امواج اولتراسوند خرد کرد. در این حالت ممکن است جراح ناچار شود از تکنیک جراحی کاتاراکت به روش «خارج کپسولی» استفاده کند. در این روش عدسی کدر شده به صورت درسته از کپسول خود خارج شده، از چشم بیرون آورده می‌شود. برای این روش لازم است از برش‌های بزرگتر (بین ۶ تا ۱۰ میلی‌متر) استفاده کرد و لازم است محل برش نیز با بخیه‌های ظریف ترمیم گردد. از این رو دوره نقاهت بیماران کمی طولانی‌تر از روش فیکوامولسیفیکاسیون می‌باشد.
در بچه‌ها و در موارد خاص (مثلاً کاتاراکت‌های ناشی از ضربه)، ممکن است جراحی کاتاراکت به روش دیگری که «لنزکتومی» نام دارد انجام گیرد.